# أمين ابن البوسحاقي
أمين ابن البوسحاقي ( (بالإنجليزية: Amine Boushaki)‏من مواليد 4 ديسمبر 1982) هو لاعب جودو جزائري.

## بداية حياته
وُلِد البوسحاقي سنة 1982 في بلدة الثنية بمنطقة مضيق بني عائشة في شرقي جبال الخشنة وجنوب شرقي مدينة بومرداس.

## تدريبه
بدأ أمين ابن البوسحاقي مسيرته الرياضية في عام 1988 في سن السادسة وقد تلقى تدريبه الأول في رياضة الجودو في قاعة التدريب المغطاة بسعيد بحرية الواقعة في وسط مدينة الثنية.

## الفرق
بدأ أمين ابن البوسحاقي تدريبه على رياضة الجودو بشكل مستمر في مدرسة شباب مستقبل بلدية ثنية (CMBT) في عام 1988 وهي المدرسة الابتدائية التي التحق بها في طفولته المبكرة.
وانتقل تدريجيا في الفئات الرياضية في CMBT بدءًا من ألعاب القوى تحت 18 عامًا ثم ألعاب القوى تحت 20 عامًا للانضمام إلى ألعاب القوى تحت 23 عامًا في الجودو.
تأثر بمدربه الأول صلاح عباد الذي كان له دور مهم في تطوير فرع الجودو في الاتحاد الصيني لألعاب القوى منذ عام 1977.
وبعد تميزه كمصارع انتقل البوسحاقي بعد ذلك خلال سنة 1994 إلى صفوف فريق مولودية الجزائر بالعاصمة ليقضي فترة سبع سنوات حتى يوم اعتزاله القسري.
كان أمين ابن البوسحاقي يعتبر من أبرز لاعبي الجودو في الصفوف الأولى من الأكاديمية العسكرية الماليزية وقد استدعته شركة النفط سوناطراك في تلك الفترة عندما لم يكن عمره قد تجاوز العشرين عامًا.

## المنتخب الوطني

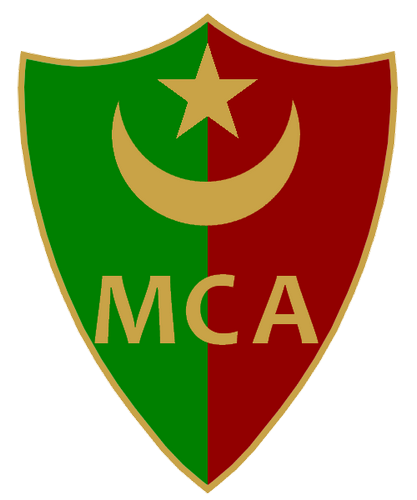
مولودية الجزائر

فاز أمين ابن البوسحاقي بعدة مسابقات في بطولات وطنية ودولية مع المنتخب الوطني الجزائري للجودو وحصل على عدة كؤوس وميداليات.
وفي 19 مايو 2000 شارك بوشاكي الذي كان عمره بالكاد 18 عامًا ويزن حوالي 60 كجم، في كأس الجزائر للجودو في ساحة حسين حرشا في منافسة تنافس فيها مع رياضي يتجاوز وزنه 90 كجم.
وقد كانت هذه المنافسة جزءًا من بطولة رياضية مفتوحة تنافس فيها رياضيو الجودو من فئات مختلفة دون تمييز. ووقعت الحادثة عندما ضغط الرياضي الموجود في المقدمة على الجزء القطني من جسد بوشاكي مما أدى إلى إصابته بالشلل التام. وتم نقله على وجه السرعة إلى مستشفى مصطفى باشا حيث خضع لعملية جراحية تلتها فترة إعادة تأهيل لمدة ثمانية أشهر في مستشفى بوشاوي.

## الجوائز
تم تكريمه خلال تسعينيات القرن العشرين لأنه كان من أبرز الرياضيين في جيله الذين تركوا بصمتهم على الشعار الوطني.

## تكريم
تم تكريم أمين ابن البوسحاقي يوم 9 مايو 2008 في قاعة السعيد البحرية بالثنية بتنظيم بطولة وطنية للجودو تضامنا مع هذا الرياضي الذي أصيب بالإعاقة أثناء ممارسته المصارعة مع فريقه مولودية الجزائر سنة 2001.
شارك في هذه الدورة أربعة وعشرون فريقا كبيرا في رياضة الجودو من مختلف مناطق الوطن يمثلون خمس ولايات هي البليدة وبجاية وتيزي وزو والجزائر العاصمة وبومرداس وأشرف فرع الجودو بفريق النادي الإفريقي بالثنية على تنظيم هذه الدورة بالتعاون مع مختلف عشاق المصارعين الذين يعانون من الإعاقة وحدها منذ إصابتهم.
وقد تم تخصيص إيرادات الدورة والإعانات الأخرى لهذا الرياضي لأن هذه الدورة التضامنية هي فرصة لتذكير المسؤولين بمسؤولياتهم تجاه هذه الإعاقة الحركية وضرورة الاهتمام بعلاجها داخل وخارج البلاد حسب الوعود التي قدموها له منذ إصابته.

## روابط خارجية
- Amine Boushaki, from a judo champion to a mobility impaired على يوتيوب
- Reportage of the Qatari Al-Kass channel with wrestler Amine Boushaki على يوتيوب
- Reportage of Al-Shorouk channel with wrestler Amine Boushaki على يوتيوب